# Mycenastrum
Mycenastrum is een geslacht van schimmels behorend tot de familie Agaricaceae. De typesoort is Mycenastrum corium.

## Soorten
Volgens Index Fungorum telt het geslacht drie soorten (peildatum januari 2023):
| Soortnaam                      | Auteur(s)                                               | Publicatiejaar |
| ------------------------------ | ------------------------------------------------------- | -------------- |
| Mycenastrum catimbauense       | Baseia, R.A.F. Gurgel, Melanda, R.J. Ferreira & Alfredo | 2017           |
| Mycenastrum corium (Lederster) | (Guers.) Desv.                                          | 1842           |
| Mycenastrum spinulosum         | (Peck) Peck                                             | 1881           |